# Hoplophorella brasiliensis
Hoplophorella brasiliensis är en kvalsterart som först beskrevs av Wojciech Niedbała 1988.  Hoplophorella brasiliensis ingår i släktet Hoplophorella och familjen Phthiracaridae. Inga underarter finns listade i Catalogue of Life.